# Filin-2
Filin-2 (ros. Филин-2) – rosyjski dron wielozadaniowy.

## Historia
Maszyna została opracowana przez firmę Tranzas i służy do zastosowań zarówno w sferze cywilnej jak i wojskowej. Przenoszone wyposażenie, pracujące w zakresie pasma widzialnego i podczerwieni, pozwala na wykonywanie zadań związanych z prowadzeniem misji obserwacyjnych i patrolowych związanych z likwidacją skutków katastrof i klęsk żywiołowych. Dron został opracowany zgodnie z wymogami ogłoszonymi przez rosyjskie Ministerstwo ds. Sytuacji Nadzwyczajnych. Jego publiczna prezentacja miała miejsce podczas wystawy „Systemowe bezpieczeństwo – 2012” (ros. «Комплексная безопасность – 2012»). Testy drona zostały zaplanowane na 2013 r.
Układy odpowiadające za nawigację, łączność i napęd zostały skopiowane z zastosowanych w dronie Dozor-100. W skład systemu wchodzą trzy drony Filin-2 oraz naziemne centrum kontroli, które zapewnia działanie dronów w promieniu 100 km. Bezzałogowiec startuje z wykorzystaniem katapulty, a ląduję z wykorzystaniem spadochronu. Proces startu i lądowania jest całkowicie zautomatyzowany. Do napędu drona wykorzystano dwusuwowy silnik tłokowy 3W170 napędzający dwułopatowe śmigło pchające.